# 刘滋
刘滋（729年—794年11月19日），字公茂，唐朝官员，唐德宗年间短期拜相。

## 家世
刘滋出自彭城丛亭里刘氏，祖父刘知几为唐玄宗年间左散骑常侍和史官，父刘贶继为史官。

## 拜相前
刘滋因祖先而蔭官，年轻时就被授太子正字。历任涟水令等职。吏部侍郎杨绾荐刘滋堪为谏官，刘滋被拜为左补阙，改太常卿，又复为左补阙。后来他为照顾当时在东都洛阳的母亲而辞职，在洛阳期间，河南尹李廙署奏他为功曹参军。丧母后，他离职守丧，期满后，迁屯田员外郎，转司勋员外郎，判南曹（即负责审核吏部、兵部下级官吏的档案和政绩并向上级呈报）。他勤于公务，严格守法。后迁司勋郎中，屡次升迁后官拜给事中。
唐德宗建中四年（783年），因泾原军兵变推太尉朱泚为首，德宗被迫逃离京城长安，到奉天。刘滋随驾，转太常少卿，掌礼仪。兴元元年（784年），改权知吏部侍郎。当时因京师遭劫和蝗旱灾害，谷价上涨，南方如江淮、岭南等地的待选官员不能按例来长安参加科举，德宗派刘滋去洪州典选他们，时人认为刘滋称职。

## 拜相及拜相后
贞元二年（786年）正月，充左散骑常侍，守本官，授同中书门下平章事，与中书舍人齐映、给事中崔造同拜宰相。德宗因崔造在朝廷敢言而用之，刘滋為人端莊、文雅莊重、沈默寡言，幾乎沒甚麼上奏議論，只是謙卑保守，廉洁谨慎而已，与齐映兩人處理公事，多禮讓崔造，故政事多由崔造决定。
德宗令宰相去尚書六曹分別斷事，刘滋去了吏部、礼部。守抚州刺史戴叔伦劝齐映、刘滋以中书省、门下省名义，不顾资历、远近、尊卑任命县令、录事参军事之职，以免私吞钱粮，齐映、刘滋等重视其言。当年，皇太子为王皇后服丧，左补阙穆质认为应以礼服丧，期满除丧服，太常博士柳冕、张荐、畅当、李吉甫等则奏称皇后下葬后，皇太子即可除丧服，内心服丧三年即可。刘滋、齐映召畅当等，提出太子不应该以衰服侍膳直至下葬，应该令群臣服齐衰三十日除服，并以为常例，于是请求如南朝宋、南朝齐皇后为父母服丧三十日除服之礼，入谒时服「墨惨」，回宫后服「衰麻」。宰相们命太常卿郑叔则草奏，德宗认可柳冕所议，而穆质坚执依古礼，刘滋与齐映参酌群议，还是请求依郑叔则之议，皇帝最後聽從之。
十二月，浙江东西节度使韩滉被加度支诸道转运盐铁等使后，屡次诬奏与自己有宿怨的右丞判度支元琇，致其被贬雷州司户，责罚太重，朝廷官員們都以为冤枉，多有私下議論者。尚书左丞董晋对刘滋、齐映说元琇在国难时有功，如今被贬而不知道罪名，是权臣滥用刑罚，动摇人心，痛惜其遭遇，请他们奏请三司详断。但刘滋、齐映只是自我譴責，卻不聽他的話。
三年（787年）正月，刘滋被罢相，仅守本官左散骑常侍。
四年（788年），复为吏部侍郎。尚书左丞赵憬称自己所荐的果州刺史韦证因贪污被罷免，请求降低自己的考核成绩。刘滋时为校考使，认为他知错，反而升了他的考核成绩。
六年（790年）二月，迁吏部尚书。李晟被册为太尉兼中书令，按礼应由中书令读册、侍中赞礼，若中书令、侍中无人担任，则由宰相代理。宰相中书侍郎张延赏与李晟有隙，削减礼数，仅用尚书崔汉衡和刘滋代理。窦参为宰相，想当吏部尚书，于是刘滋被改刑部尚书。
御史中丞韦贞伯劾奏刘滋先前在吏部选官太滥有疏漏导致官吏为恶，诏剥夺刘滋与侍郎杜黄裳的金紫官服。刘滋博于经学，善于评论，性格廉洁刻苦，嫉恨恶行，选官时谨慎，在资历材料上作假的尤其畏惧他。十年（794年）十月卒，赠陕州大都督，谥贞。

## 评价
- 《旧唐书》
  - 史臣曰：（刘）滋、（卢）迈家行修谨，临事可称，器虽龌龊，无废为君子矣。（刘滋、卢迈家风修谨，临事时的表现值得称赞，虽然为人拘谨，仍然可为君子。）
  - 赞曰：滋、迈之行，可以饰躬。（刘滋、卢迈的行为，可以修饰自身。）

## 子孙
- 刘约、刘绪